# 西川仁右衛門
西川 仁右衛門（にしかわ にえもん、1549年（天文18年） - 1644年3月16日（正保元年2月8日））は、安土桃山時代から江戸時代初期にかけての近江商人。西川甚五郎家山形屋初代、西川の遠祖。

## 生涯
1549年（天文18年）近江国蒲生郡南津田村（現・滋賀県近江八幡市南津田町）の大工組西川家に生まれる。
1566年（永禄9年）、商いを志し、蚊帳商いを始める（西川産業ではこの年を西川創業の年としている）。1583年（天正11年）、羽柴秀吉の命により田中吉政が八幡山城・八幡堀・八幡山下町の構築に着手し、「西川家家伝」によれば仁右衛門はこの大工事の工務監督に任ぜられた。1585年（天正13年）11月、秀吉の甥で八幡山城初代城主・羽柴秀次の命により、安土城下町の町民・商人達が八幡山下町に移住を開始し、西川家も南津田村から八幡山下町（現在の大杉町）に移住する。この時、仁右衛門は「八幡ぼり」の輸出入調査役に任ぜらた。
1587年（天正15年）、八幡山下町に山形屋を開店する。1595年（文禄4年）、秀次が高野山において切腹後、秀吉の命により八幡山城廃城となった。ある大学教授の説によればこの時、八幡を中心とする近江商人は大いに奮起するところとなり、夫々遠隔の地に出掛け商いに成功したと云われている。1596年（慶長元年）、4人の息子（市右衛門・弥兵衛・久右衛門・甚五郎）を一人づつ連れて、能登国鳳至郡門前町の地に赴いて蚊帳を販売し、帰りに能登の海産物を仕入れ八幡山下町で卸し売りをした。西川家の文書によれば、この商いは1602年（慶長7年）の頃まで続けられた。
1600年（慶長5年）9月の関ヶ原の戦い後、徳川家康は八幡山下町の日牟禮八幡宮に参拝し八幡別院に一泊した「滋賀県八幡町史」（滋賀県蒲生郡八幡町編 1940年）。八幡山下町の商人達は、秀次を補佐し八幡の基礎を築いた田中吉政や八幡山城主となった京極高次が東軍に属したことから、東軍の徳川家康に味方し 兵糧を支援したものと考えられている。1603年（慶長8年）、能登の門前町に長男の市左衛門を残し、自らは販路を美濃国の方面に拡め蚊帳と共に畳表を取り扱い、更に尾張・三河・遠江に進出した。
1615年（元和元年）、江戸幕府の許可を得て江戸日本橋通りに出店を開き、近江屋作右衛門（後に、近江屋作兵衛）と称した。1628年（寛永5年）、家督を四男甚五郎に譲り隠居する。
1644年3月16日（（旧暦）正保元年2月8日）に死去。

## 家族
系図より
- 兄弟 木屋右兵衛
- 妻 南津田村藤木宗右衛門の娘（1567年（永禄10年）-1629年（寛永6年））
- 長男 市右衛門（能登国鳳至郡門前町鹿磯に住む 3代当主利助の父）
- 次男 弥兵衛（嶋屋弥兵衛始祖）
- 三男 久右衛門（永原町分家）
- 四男 甚五郎（2代当主）
- 五男 七郎兵衛（釘抜屋又七郎家始祖）

## 小説
- 『近江商人魂 蒲生氏郷と西野仁右衛門』学陽書房 1987　童門冬二

※副主人公として「西川」ではなく「西野」で登場する。